# Maria João (chanteuse)
Pour les articles homonymes, voir Maria João, João et Monteiro (homonymie).
Maria João (Maria João Monteiro Grancha) est une chanteuse de jazz portugaise, née le 27 juin 1956 à Lisbonne (Portugal). Elle se distingue par la flexibilité de sa voix et ses capacités d'improvisation, qui lui permettent de travailler dans d'autres répertoires comme les musiques du monde, la musique électronique, ou la musique symphonique.

## Biographie
Née d'un père portugais et d'une mère mozambicaine, Maria João commence ces études au collège anglais Saint Julian's School (en) à Lisbonne. Attirée très jeune par le sport, elle s'investit dans la natation, le judo, puis l'aïkido pour lequel elle reste encore passionnée, et où elle obtient une ceinture noire.
Ce n'est que tardivement qu'elle découvre la musique, en devenant chanteuse pour un groupe de rock. En 1982, elle décide d'apprendre le chant et entre après une audience à l'école du Hot Club de Lisbonne. Avec d'autres élèves, elle crée un groupe de jazz, Maria João & Friends, qui se produit dans les restaurants et clubs de Lisbonne. 

### Les débuts
Son premier disque, Maria Joao Quintet est enregistré en 1983, où elle interprète des standards de jazz. Elle reçoit le prix de la révélation de l'année à la télévision en 1984, et participe en 1985 au Festival de Jazz d'Estoril.
Elle enregistre la même année son deuxième disque en quintet, Cem Caminhos, qui comprend deux poèmes d'Eugénio de Andrade et des standards comme Take Five, Lush Life et My Favorite Things. Elle gagne deux prix, l'un lors du prestigieux Festival de Jazz de San Sebastian (Espagne) et l'autre attribué par le magazine New People comme artiste féminine de l'année.

### Avec Aki Takase
En 1986, Maria João publie son troisième album, Talk, avec un nouveau quintet, et fait une tournée de cinq semaines dans les clubs de jazz en Allemagne où elle rencontre la pianiste japonaise Aki Takase. Cette rencontre donnera lieu à une collaboration en duo pendant cinq ans, qui fera passer Maria João de l'interprétation des standards de jazz à la libre improvisation du free jazz. Avec ce duo (parfois accompagné à la contrebasse par Niels-Henning Ørsted Pedersen), elle enregistre deux albums en concert : Looking for Love en 1987 au Jazz Festival de Leverkusen, et Alice en 1990, au Festival de Nuremberg.

### Avec Cal Viva
En 1990, après la naissance de son premier enfant, Maria João met de côté le free jazz et commence à chanter avec le quartet portugais Cal Viva (Joseph Peixoto, Carlos Bica (en), José Salgueiro, Mário Laginha), avec qui elle enregistre Sol en 1991, un mélange de jazz fusion et de musiques traditionnelles du Portugal.
En 1992, Maria João travaille avec la chanteuse contemporaine Lauren Newton, cofondatrice du Vienna Jazz Orchestra, et en quartet avec Christof Lauer (en) (as), Bob Stenson et Mário Laginha (p).

### Avec Mário Laginha
L'album Danças sorti en 1994 chez Verve marque le début d'une nouvelle phase avec le pianiste Mário Laginha, avec qui elle enregistrera huit albums en duo piano et voix en dix ans, et participe à divers projets transversaux entre le jazz et le théâtre, le cinéma, ou les arts martiaux. 
En 2001, Maria João part en tournée mondiale avec le groupe de Joe Zawinul. En 2003, elle participe au travail du quartet autrichien Saxofour avec qui elle enregistre trois albums. La même année, elle devient la « directrice » pour deux ans de l'école Operación Triunfo, une émission de télé réalité musicale présentée sur TVE en Espagne à l'instar de Star Academy en France. En 2004, elle participe à plusieurs concerts de Gilberto Gil en Europe et en Amérique du sud.
Elle s'est produite depuis avec de nombreux autres musiciens de jazz comme Manu Katche, Trilok Gurtu, Wolfgang Muthspiel, Joe Zawinul, Kai Eckhardt, ou dernièrement en duo avec le chanteur David Linx et l'Orchestre national de Porto pour leur album Follow the Songlines.

## Récompenses
- 2011 : avec David Linx : Artiste vocal de production française, Victoires du jazz

## Discographie
- 1983 : Quinteto Maria João
- 1985 : Cem Caminhos
- 1986 : Conversa (Nabel Records)
- 1989 : Looking for Love, live avec Aki Takase
- 1992 : Alice, live avec Aki Takase et NHOP
- 1992 : Sol, avec Cal Viva
- 1994 : Danças, avec Mário Laginha (Verve Records)
- 1996 : Fábula, avec Mário Laginha, Dino Saluzzi, Ralph Towner, Manu Katché (Verve Records)
- 1998 : Cor, avec Mário Laginha
- 1999 : Lobos, Raposas e Coiotes, avec Mário Laginha
- 2000 : Chorinho Feliz, avec Mário Laginha
- 2001 : Mumadji, avec Mário Laginha
- 2003 : Undercovers, avec Mário Laginha (EmArcy Records)
- 2004 : Tralha, avec Mário Laginha (EmArcy Records)
- 2005 : Cinco, Saxofour et Maria Joao (UMSM)
- 2007 : João
- 2008 : Chocolate, avec Mário Laginha (Polydor)
- 2010 : Follow The Songlines - Maria João & David Linx Matosinhos Mário Laginha & Diederik Wissels (Naïve Records)
- 2011 : Amoras e Framboesas avec Orquestra de Jazz de Matosinhos
- 2012 : A Different Porgy & Another Bess (2012) - avec David Linx & Brussels Jazz Orchestra
- 2012 : Electrodoméstico  avec OGRE
- 2012 : Iridescente avec Mário Laginha (Universal)
- 2015 : Plástico avec OGRE (o-tone records)